# Trofa
Pour les articles homonymes, voir Trofa (homonymie).
Trofa est une municipalité (en portugais : concelho ou município) du Portugal, située dans le district de Porto et la région Nord.

## Géographie
Trofa est limitrophe de Vila do Conde - Maia - Sainto Tirso (district de Porto), et de Vila Nova de Famalicao (district de Braga).

## Histoire
Trofa a été élevée au rang de ville le 28 juin 1984 puis au rang de cité le 2 juillet 1993. Par ailleurs, le 19 novembre 1998, la ville et plusieurs paroisses civiles environnantes ont été séparées de la municipalité de Santo Tirso, à laquelle elles étaient jusque-là rattachées, et intégrées à une nouvelle municipalité nommée Trofa.
- Castro de Alvarelhos

## Démographie
| 2001   | 2004   | 2011   |
| ------ | ------ | ------ |
| 37 581 | 39 166 | 38 999 |

## Subdivisions
La municipalité de Trofa groupe 5 paroisses (freguesia, en portugais) :
- Alvarelhos/Guidões
- Covelas
- Muro
- Bougado
- Coronado